# Bonifatius von Savoyen

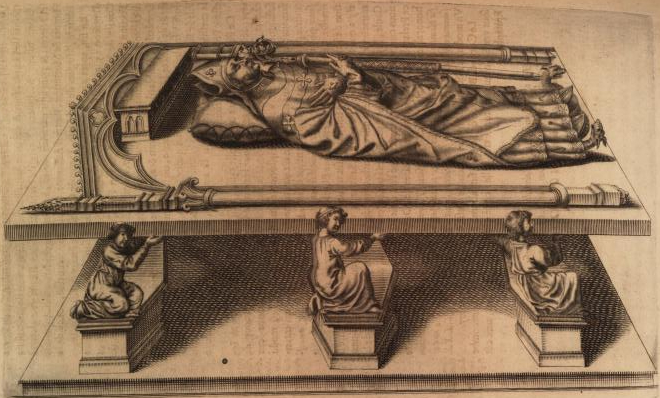
Grabdenkmal von Bonifatius von Savoyen. Darstellung von 1658

Bonifatius von Savoyen (auch Bonifatius von Canterbury) (* 1206/1207; † 14. Juli oder 18. Juli:390 1270 in Sainte-Hélène-sur-Isère) war ein Erzbischof von Canterbury und Primas von England.

## Herkunft und Jugend
Bonifatius entstammte dem Haus Savoyen, das seit dem 11. Jahrhundert über Piemont und Savoyen in den Westalpen herrschte. Er war vermutlich der siebte Sohn von Graf Thomas I. von Savoyen (1178–1233) und von dessen Frau Margarete von Genf. Als jüngerer Sohn war er für eine geistliche Laufbahn vorgesehen.:16 1224 war er vermutlich Novize im Kartäuserkloster Les Portes in Bénonces, einem Tochterhaus der Grande Chartreuse südlich von Chambéry.

## Wahl zum Bischof von Belley
Bonifatius legte das Mönchsgelübde nicht ab, da er durch den Einfluss seines Vaters 1232 zum Bischof von Belley und zum Prior von Nantua, einem Tochterkloster der Abtei Cluny, gewählt wurde. Belley und Nantua gehörten zum damaligen Königreich Arelat, wo es aufgrund der schwachen Herrschaft der römisch-deutschen Könige häufig zu Fehden zwischen rivalisierenden Baronen kam. Das Kathedralkapitel von Belley und auch die Mönche von Nantua erhofften sich mit der Wahl von Bonifatius Unterstützung durch den Grafen von Savoyen gegen die Gebietsansprüche benachbarter Barone.:17 1233 erbte er nach dem Tod seines Vaters die Burg von Ugine.

## Wahl zum Erzbischof von Canterbury
Anfang 1236 heiratete der englische König Heinrich III. Bonifatius’ Nichte Eleonore von der Provence. Der König lud auch die Verwandten seiner Frau nach England ein. Nachdem bereits seine Brüder Wilhelm und Peter nach England gegangen waren, versuchte der König, Bonifatius, der noch nie in England gewesen war, in Abwesenheit zum Bischof von Winchester wählen zu lassen. Nachdem dieser Versuch gescheitert war, gelang es dem König, das Kathedralkapitel von Canterbury, das noch von Erzbischof Edmund Rich exkommuniziert worden war, zu überreden, Bonifatius am 1. Februar 1241 zum Erzbischof von Canterbury und Primas von England zu wählen. Da die Mönche zu diesem Zeitpunkt noch als exkommuniziert galten, wiederholten sie diese Wahl, nachdem Papst Gregor IX. im Mai 1241 die Exkommunikation aufgehoben hatte. Der König kannte Bonifatius zu diesem Zeitpunkt nicht, und Bonifatius war auch nicht mit den Verhältnissen der englischen Kirche vertraut. Da seine Wahl aufgrund einer über neunzehnmonatigen Sedisvakanz nach dem Tod von Papst Coelestin IV. nicht durch einen Papst bestätigt werden konnte, blieb er zunächst in Belley und Nantua.:110 Erst im Juni 1243 wurde mit Innozenz IV. ein neuer Papst gewählt. Der neue Papst war bemüht, im Konflikt mit Kaiser Friedrich II. die Unterstützung des Grafen von Savoyen zu gewinnen. Er bestätigte am 16. September 1243 in Anagni die Wahl von Bonifatius zum Erzbischof.:129 Obwohl er versprochen hatte, baldmöglichst nach England überzusiedeln, dauerte es noch weitere sieben Monate, ehe er in England ankam. Der Grund hierfür war wahrscheinlich ein Streit mit dem französischen Baron Étienne II. de Thoire-Villars über Besitzungen und über die Gerichtshoheit des Priorats von Nantua.:135 Der Baron von Thoire-Villars plünderte mit Unterstützung des Herren von Gex dem Priorat unterstehende Dörfer. Erst mit Unterstützung durch seinen Bruder Graf Amadeus IV. konnte Bonifatius Anfang 1244 den Baron von Thoire-Villars zu einem Waffenstillstand bewegen. Dann legte er sein Amt als Bischof von Belley nieder und reiste nach England.:136 Er behielt sein Amt als Prior von Nantua.

## Tätigkeit als Erzbischof von Canterbury

### Ankunft in England
Noch bevor Bonifatius England erreichte, konnte er durch Briefe König Heinrich III. bewegen, dem vor dem König ins französische Exil geflüchteten Bischof William of Raleigh von Winchester die Rückkehr zu erlauben.:137 Kurz nach dem 27. Februar 1244 übergab ihm der König die Temporalien des Erzbistums. Als Bonifatius schließlich am 25. April 1244 in England ankam, wurde er von Heinrich III. herzlich begrüßt und mit einer mit Edelsteinen besetzten Mitra im Wert von 300 Mark beschenkt. Von Bischof Walter de Cantilupe von Worcester wurde er zum Priester geweiht. Dann unterstützte er aber reformorientierte Kreise um Bischof Robert Grosseteste von Lincoln und verweigerte die Bestätigung der Wahl des königlichen Günstlings Robert Passelewe zum Bischof von Chichester. Nur dank der Vermittlung seiner Nichte Königin Eleonore konnte Bonifatius die Gunst des Königs zurückgewinnen.:138

### Finanzielle Schwierigkeiten und Aufenthalt in Frankreich
Dann widmete sich Bonifatius der Verwaltung seiner neuen Diözese. Er musste rasch feststellen, dass aufgrund der Vakanz und seiner langen Abwesenheit die Einkünfte aus der Diözese an die Krone geflossen waren und dass die Diözese deshalb hoch verschuldet war.:139 Sein erstes Ziel war deshalb eine Sanierung der Finanzen. Die ihm unterstellten Suffraganbischöfe verweigerten ihm dabei jedoch ihre finanzielle Unterstützung. Im Oktober nahm Bonifatius noch an einer königlichen Ratsversammlung in Westminster teil,:167 doch am 26. November verließ Bonifatius wieder England und reiste nach Lyon, wohin Innozenz IV. vor dem Kaiser geflüchtet war. Für die Reise musste er sich Geld von Londoner Kaufleuten und von Richard von Cornwall, dem Bruder des Königs, leihen. Bonifatius traf Ende 1244 oder Anfang 1245 in Lyon ein, wo ihn der Papst am 15. Januar 1245 zum Bischof weihte. Der Papst bestätigte die Nichtanerkennung der Wahl von Robert Passelewe, doch er tadelte Bonifatius für die Ernennung eines neuen Bischofs, da die Päpste dieses Recht selbst beanspruchten. Dennoch bestätigte er dann die Ernennung von Richard von Chichester.:140 Da der Papst ein Konzil nach Lyon einberufen hatte, wollte er Bonifatius und die ihn begleitenden Bischöfe in der Stadt halten. Im Februar 1245 gewährte er Bonifatius das Privileg, sein  Pallium auch außerhalb seiner Diözese zu tragen.:142 Bonifatius gehörte zu den Bischöfen, die am von Juni bis Juli 1245 tagenden Ersten Konzil von Lyon teilnahmen. Dabei wurde er als einer von vier Erzbischöfen ausgewählt, um die bislang von Kaisern und Königen der Kirche ausgestellten Privilegien zu beglaubigen. Nach dem Abschluss des Konzils von Lyon gewährte der Papst ihm am 27. August 1245 zur finanziellen Sanierung seiner Diözese das Recht, die Einkünfte aus allen vakanten Pfründen in der Kirchenprovinz Canterbury zu beanspruchen. Dieses Recht war auf sieben Jahre und auf die maximale Summe von 10.000 Mark begrenzt.:140 Dazu erhielt Bonifatius vom Papst die Erlaubnis, eine Abgabe von den Geistlichen seiner Kirchenprovinz zu erheben.
Mit Ausnahme von zwei kurzen Besuchen in Savoyen war Bonifatius während des päpstlichen Exils von 1244 bis 1249 am Papsthof in Lyon. Während seines Aufenthalts trieb er die Heiligsprechung seines Vorgängers Edmund Rich voran, die 1246 erfolgte. Zur Verärgerung des englischen Königs half er auch die Heirat seiner Nichte Beatrix von der Provence mit Karl von Anjou, dem jüngeren Bruder des französischen Königs, zu arrangieren. Ihr Vater hatte sie zur alleinigen Erbin der Grafschaft Provence ernannt und damit ihre Schwestern, darunter die englische Königin, enterbt. Den Frieden, den Bonifatius mit Etienne II. von Thoire-Villars über den Besitz von Nantua geschlossen hatte, war nicht von Dauer. Aufgrund des Drucks des Papstes beauftragte Thoire-Villars Erzbischof Jean de Bernin von Vienne und Kardinal Hugo von Saint-Cher, am Papsthof eine Einigung zu erreichen. Bonifatius ließ sich daraufhin von seinen Brüdern Graf Amadeus und Erzbischof Philipp von Lyon bei Thoire-Villars vertreten. Nach längeren Verhandlungen konnte Philipp Ende Oktober 1248 erreichen, dass Thoire-Villars auf alle Ansprüche auf Nantua verzichtete, wenn Bonifatius auf die Burgen von Montreal und Brion verzichtete. Etienne II. von Thoire-Villars akzeptierte diese Einigung, starb jedoch wenig später. Da sein Erbe noch minderjährig war, hoffte Bonifatius, dass die Region zunächst befriedet war.:172 Während seiner langen Abwesenheit von England war in ihm die Entschlossenheit gewachsen, die Freiheiten der Kirche zu verteidigen, sich der weltlichen Kontrolle zu entziehen, kirchliche Reformen weiter zu verfolgen und so auch seinen eigenen Einfluss zu stärken.

### Sanierung der Finanzen von Canterbury
Erst im September 1249 kehrte Bonifatius nach England zurück und wurde an Allerheiligen in Anwesenheit des Königs und der Königin und der meisten Prälaten in Canterbury als Erzbischof eingesetzt. Befürworter kirchlicher Reformen wie Bischof Robert Grosseteste von Lincoln und der Franziskaner Adam Marsh hofften, dass Bonifatius kirchliche Reformen weiter vorantreiben würde, da er als Verwandter der Königin auch die Unterstützung des Königs hatte. Bonifatius widmete sich jedoch zunächst weiter der Sanierung der Finanzen des Erzbistums. Die Bonifatius unterstellten Suffraganbischöfe der Kirchenprovinz Canterbury sahen die Anordnung des Papstes, die Einkünfte aus vakanten Pfründen dem Erzbischof zu überlassen, als Eingriff in ihre Rechte und hatten die Anordnung bislang kaum befolgt. Deshalb waren während seiner Abwesenheit die Schulden des Erzbistums kaum getilgt worden. Durch die Versuche, die ihm vom Papst erlaubten Gebühren einzutreiben, wurde Bonifatius bei den englischen Prälaten äußerst unbeliebt. Dies lag auch daran, dass der Papst dem englischen König zusätzlich erlaubt hatte, von den Geistlichen einen weiteren Zehnten für die Finanzierung eines geplanten Kreuzzugs zu gewähren, so dass die englischen Geistlichen finanziell stark belastet wurden. Im Frühjahr 1250 hielt Bonifatius in Oxford eine Synode ab, um die Erhebung der Steuern zu organisieren. Dabei erklärte der König, dass seine Eigenkirchen und die Geistlichen in seinen Diensten von den Abgaben zugunsten von Bonifatius ausgenommen seien.:174

### Umstrittene Visitationen durch den Erzbischof
Im Frühjahr 1250, als der Unmut seiner Suffraganbischöfe und anderer Geistlichen über seine finanziellen Forderungen ihren Höhepunkt erreichte, nahm Bonifatius sein Recht als Metropolit in Anspruch und unternahm eine Visitation des Klerus in der Kirchenprovinz Canterbury. Das Recht hierfür hatten sowohl Gregor IX. wie auch Innozenz IV. bestätigt, und wahrscheinlich waren viele englische Bistümer, Klöster und auch Pfarrkirchen reformwürdig.:175 Um die Amtsführung der Geistlichen überprüfen zu lassen, wurde der Erzbischof von Franziskanern und Dominikanern begleitet. Seine Suffraganbischöfe waren dagegen entschlossen, jeden Versuch einer Überwachung ihrer Tätigkeiten abzuwehren. Während die Visitationen in Canterbury und Rochester noch ohne größere Zwischenfälle verliefen, traf Bonifatius im Mai 1249 in London auf den Protest des Dekans und der Kanoniker der St Paul’s Cathedral. Sie wollten dem Erzbischof zunächst den Zutritt zur Kathedrale verweigern, da sie dem Bischof von London unterstellt seien. Bonifatius führte seine Visitation trotz der Proteste fort. Anschließend besuchte er das Chorherrenstift St Bartholomew-the-Great in London. Als der Prior mit ihm als Primas der englischen Kirche Gottesdienst feiern wollte, ihm jedoch nicht in den Kapitelsaal folgen wollte, um ihm dort als Erzbischof Rechenschaft abzulegen, soll Bonifatius ihn tätlich angegriffen haben. Daraufhin soll es zu einem Tumult gekommen sein, so dass Bonifatius in den Bischofspalast von Lambeth fliehen musste. Da die damaligen Chronisten parteiisch waren, widersprechen sich ihre Berichte.:176 Der den Erzbischof begleitende Adam Marsh berichtete, dass es aufgrund falscher Beschuldigungen gegen Bonifatius, die in der gesamten Kirchenprovinz sowohl vom Klerus wie von der Bevölkerung erhoben wurden, zu dem Streit gekommen sei, während Matthew Paris die Schuld dem Erzbischof gab, der unter seiner Priesterrobe eine Rüstung getragen habe. Nach diesem Zwischenfall exkommunizierte Bonifatius Fulk Basset, den Bischof von London, und andere seiner Gegner. Nachdem beide Parteien sich an den Papst gewandt hatten, verließ Bonifatius am 13. Juni 1250 wieder England.:179 Am Papsthof warfen ihm seine Gegner vor, die Exkommunikationen nur verhängt zu haben, um Geldstrafen erheben zu können. Tatsächlich hob der Papst die Exkommunikationen auf und ließ überprüfen, ob Bonifatius die von Bonifatius erhobenen Gebühren schon die Summe von 10.000 Mark erreicht hatten, die ihm zugebilligt worden war. Schließlich bestätigte der Papst sein Visitationsrecht, doch er schränkte sein Recht ein, dafür hohe Gebühren zu fordern.:232

### Erneuter Aufenthalt im Alpenraum
Seit 1249 war es um die Besitzungen von Nantua zu einer neuen Fehde zwischen der Propstei und Beatrice de Faucigny, der Witwe von Etienne de Thoire-Villars gekommen. Als ein Aufgebot der Dame von Thoire-Villars Nantua belagerte, traf Bonifatius aus England in der Region ein. Er bat seine Brüder Amadeus und Peter um Hilfe. Peter, der auch Schwager von Beatrice de Faucigny war, konnte sie zu Verhandlungen bewegen. In einem 1251 geschlossenen Abkommen verzichtete die Dame von Thoire-Villars endgültig auf Ansprüche auf Nantua.:197 Bonifatius erkannte aber, dass er als Erzbischof von Canterbury nicht länger auch Propst von Nantua sein konnte, und legte vermutlich im Herbst 1252 sein Amt nieder. Zu seinem Nachfolger wählten die Mönche seinen Bruder Philipp. 1252 übergab Bonifatius seinem Bruder Graf Amadeus seine Burg von Tournon und das Gut Sainte-Hélène-sur-Isère in der Tarentaise. Ostern 1251 war Bonifatius noch bei der Krönung von Wilhelm von Holland zum römisch-deutschen König in Lyon gewesen, doch wenig später reiste er zurück nach England.:198 Im Sommer war er kurze Zeit in Canterbury, doch dann verließ er wieder England. Während seiner Abwesenheit trafen sich die anderen englischen Bischöfe mehrfach, um ihre Privilegien gegenüber dem Erzbischof zu behaupten. Wahrscheinlich hatte Bonifatius im Alpenraum alte Freunden aus seiner Zeit im Karthäuserorden getroffen, die ihm Ratschläge gaben. Nach seiner Rückkehr nach England am 18. November 1252 verhielt sich Bonifatius gegenüber dem Klerus versöhnlicher und trat bescheidener und disziplinierter auf.:234 Gemäß den Bestimmungen des Papstes unternahm er bis 1262 in Abständen Visitationen seiner Kirchenprovinz, bei denen es jedoch zu keinen weiteren Zwischenfällen mehr kam. Selbst der sonst kritisch eingestellte Matthew Paris befand, dass Bonifatius weise und bescheiden auftrat.:236

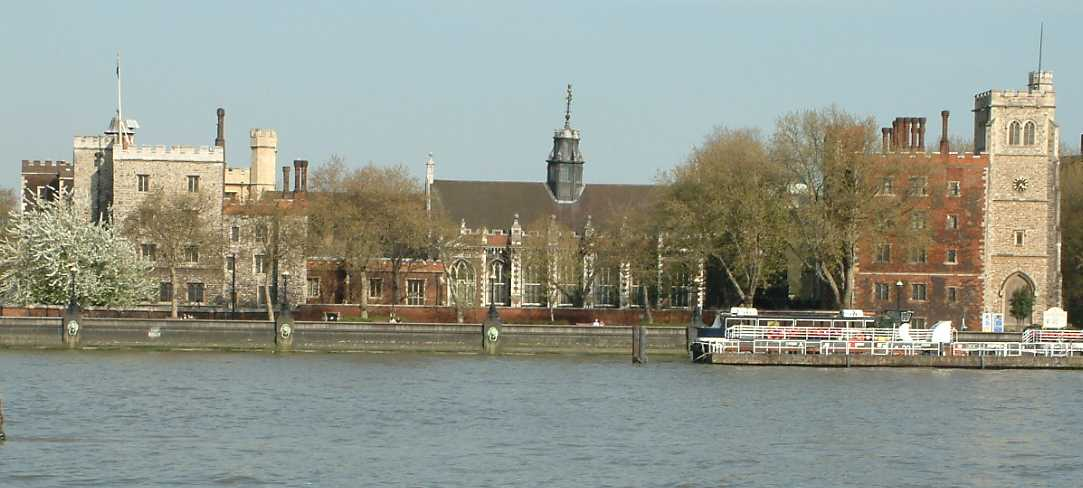
Lambeth Palace, die Londoner Residenz des Erzbischofs, wurde 1252 von seinen Feinden geplündert

### Konflikt mit Aymer de Lusignan
Direkt nach seiner Rückkehr nach England im November 1252 wurde Bonifatius in einen Streit zwischen dem Prior von Canterbury und Aymer de Lusignan, dem gewählten Bischof von Winchester verwickelt. Beide beanspruchten das Patronatsrecht über das St Thomas’ Hospital in Southwark. Nachdem der Prior von Canterbury den Kandidaten von Lusignan exkommuniziert hatte, ließ dieser den Bischofspalast in Lambeth plündern, nahm den Prior gefangen und kerkerte ihn ein. Bonifatius kam kurz nach diesem Zwischenfall in Dover an. In einer Predigt nahm er offen Partei für seinen Prior, informierte seine Suffraganbischöfe über seine Sicht des Vorfalls und wies sie an, Lusignan zu exkommunizieren. Lusignan war nun isoliert, und auch sein Halbbruder König Heinrich III. unterstützte ihn nicht. Daraufhin musste sich Lusignan nach Weihnachten 1252 öffentlich am Königshof in Westminster entschuldigen. Der Streitfall über das Patronatsrecht wurde zur Entscheidung an die Kurie verwiesen. Diese entschied später, dass das Patronatsrecht tatsächlich den Bischöfen von Winchester zustand, diese dafür aber eine Gebühr an die Erzbischöfe von Canterbury zahlen mussten.:235

### Durchsetzung kirchlicher Reformen
Bonifatius blieb weiterhin ein energischer Vertreter seiner kirchlichen Rechte. Zwischen 1258 und 1259 schloss er mit seinen drei mächtigsten Vasallen, dem Priorat der Kathedrale von Canterbury, dem Bistum Rochester und dem Richard de Clare, 5. Earl of Gloucester, Vereinbarungen, durch die er seine rechtliche Position festigte. 1261 legte er einen bereits lange währenden Streit mit dem Bistum Lincoln bei, wodurch er sich das Recht sicherte, die Mitglieder seines Haushalts selbst zu ernennen und nicht Beamte aus der Diözese nehmen zu müssen. Diese Mitglieder seines Haushalts bekamen auch das Recht, während einer Sedisvakanz die Führung der Diözese zu übernehmen. Die Vereinbarung wurde zum Vorbild für andere Bistümer, bereits am 21. August 1262 übernahm das Bistum London und am 18. Januar 1263 das Bistum Salisbury das Modell. Gegenüber seinen Suffraganbischöfen festigte Bonifatius seine Stellung durch die Gründung des Arches Court in London als oberstes geistliches Gericht für die Kirchenprovinz Canterbury. Die Weihe von neuen Bischöfen seiner Kirchenprovinz fand in der Regel in Canterbury statt, und Bonifatius erwartete, dass die anderen Bischöfe diesen Zeremonien beiwohnten. Von den insgesamt 37 Bischöfen, die er weihte, versprachen ihm dabei 34 den Gehorsam. Daneben ließ er in Maidstone ein Hospital errichten sowie in Canterbury die von seinem Vorgänger begonnene große Halle des bischöflichen Palasts vollenden. Die Bemühungen von Bonifatius, in England kirchliche Reformen durchzusetzen, wurden jedoch von den Forderungen des Papstes konterkariert, der zahlreiche Pfründe in England an Ausländer vergab. Diese waren fast nie als Seelsorger vor Ort tätig. Da zahlreiche Geistliche aus der Heimat von Bonifatius kamen und selbst sein Bruder Philipp zu diesen Ausländern gehörte, akzeptierte Bonifatius diesen Missbrauch.:236

### Verwaltung des Erzbistums und der Kirchenprovinz Canterbury
Nicht nur durch Abgaben der Geistlichen, sondern auch durch eine Reorganisation der Verwaltung des Erzbistums, durch Eintreiben aller Einkünfte und Dienste der Pächter, durch Holzverkauf und durch Beanspruchung von Teilen der Romney Marsh gelang es Bonifatius, bis 1261 über 22.000 Mark der Schulden zurückzuzahlen, die er bei seiner Ankunft in England übernommen hatte. Damit gelang es ihm, die Schulden des Erzbistums weitgehend zu tilgen.:286 Er organisierte auch das Archiv und vor allem die Nachweise des Landbesitzes des Erzbistums neu. Er verteidigte nicht nur sein Recht auf Visitationen, sondern legte auch die Rechte der Erzbischöfe gegenüber den Kathedralkapiteln der Suffraganbistümer fest. Nach dem Tod von Bischof Robert Grosseteste von Lincoln 1253 beanspruchte Bonifatius das Recht, die vakante Diözese verwalten zu dürfen. Dies traf auf den erbitterten Widerstand des Kathedralkapitels. Auf Rat von Adam Marsh war Bonifatius mit einer Schlichtung durch zwei unabhängige Prälaten einverstanden. Diese schlugen am 22. Mai 1261 vor, dass der Erzbischof den Verwalter der Diözese aus drei oder vier vom Kathedralkapitel vorgeschlagenen Kanonikern wählen musste. Der Dekan des Kathedralkapitels durfte dagegen die bischöflichen Aufgaben innerhalb der Stadt Lincoln übernehmen.:387 Diese Regelung diente als Vorbild für die Regelung der Vakanzverwaltung für andere Diözesen wie London und Salisbury. Bonifatius gewährte den Kathedralkapiteln so weitgehende Rechte, wofür sie ihm aber einen erheblichen Anteil der bischöflichen Einkünfte überlassen mussten. Diese Überlassungen waren durch die getroffenen Regelungen nicht mehr umstritten.:388

### Verhältnis zu HeinrichIII.
Der englische König hatte am 6. März 1250 in Westminster während einer feierlichen Zeremonie ein Kreuzzugsgelübde abgelegt, wobei ihm Bonifatius, der vielleicht ebenfalls ein Kreuzzugsgelübde ablegte, symbolisch ein Kreuz überreichte. Im Juni 1253 erhielt der König die Erlaubnis des Papstes, zur Finanzierung des geplanten Kreuzzugs von der Geistlichkeit einen Zehnten zu erheben. Es gelang Bonifatius, den Klerus zu überzeugen, dem König für den Kreuzzug finanzielle Unterstützung zu gewähren. Im Gegenzug erneuerte Heinrich die Anerkennung der Magna Carta. Zusammen mit dreizehn anderen Bischöfen drohte Bonifatius am 13. Mai 1253 denen, die die Bestimmungen der Magna Carta und die Freiheit der Kirche verletzten, die Exkommunikation an. Diese Drohung wurde am 28. September von Papst Innozenz bestätigt.
Im nächsten Sommer begleitete Bonifatius den Thronfolger Lord Eduard in die Gascogne, anschließend reiste er im Oktober 1254 nach Italien. In Italien nahm er an Verhandlungen mit dem Papst teil, die ergaben, dass der Kreuzzugszehnte der Kirche auch für die inzwischen geplante Eroberung Siziliens durch den englischen König verwendet werden durfte. Im Mai 1255 übertrug ihm Papst Alexander IV. die Aufgabe, von der Geistlichkeit den Zehnten für die Eroberung von Sizilien zu erheben. Bonifatius konnte diese undankbare Aufgabe aber an den päpstlichen Nuntius Rostand und an Bischof Peter D’Aigueblanche von Hereford.:267
Bis November 1256 war Bonifatius meist in seiner Heimat Savoyen. Im Sommer 1255 nahm er zusammen mit seinen Brüdern Peter und Philipp an einem vergeblichen Versuch teil, ihren gefangenen Bruder Graf Thomas aus der Gefangenschaft in Turin zu befreien. In der Zwischenzeit trieb König Heinrich weiterhin Gelder von der Kirche für die Eroberung Siziliens ein, was bei den Bischöfen zu steigendem Unmut führte. Im Mai 1257 bewilligte der Klerus dem König weitere finanzielle Unterstützung nur unter der Bedingung, dass er Beschwerden nachgehe und die Unterstützung nicht als Präzedenzfall für neue Steuern nutzen würde. Der König verweigerte eine Antwort und drohte den Prälaten mit der Beschlagnahmung ihrer Besitzungen, worauf die Prälaten sich an den Papst wandten. Papst Alexander IV. schlug einen Kompromiss vor, doch der König war über die Bedingungen erzürnt und verbot den Prälaten und anderen Geistlichen, an einem von Bonifatius für August 1257 einberufenen Treffen teilzunehmen.:268 Trotz des Verbots nahmen die meisten Prälaten an dem Treffen teil und diskutierten eine Auflistung ihrer Beschwerden, aber auch den Einsatz von geistlichen Sanktionen als Antwort auf Verletzungen der kirchlichen Freiheiten. Im Juni 1258 berief Bonifatius ein weiteres Treffen nach Merton in Surrey ein, das später nach Westminster verlegt wurde. Auf dem Treffen legten die Prälaten eine Auflistung der Rechte und Freiheiten der Kirche vor. Damit hatte Bonifatius versucht, diese Rechte und Freiheiten zu erfassen und niederzuschreiben, um sie dann gegenüber dem König zu verteidigen.:389

## Rolle im Krieg der Barone

### Anfänglicher Unterstützer der Adelsopposition
Obwohl der Klerus wahrscheinlich nicht am Parlament teilnahm, das im Juni 1258 die Provisions of Oxford beschloss, wirkte Bonifatius an den Reformbestrebungen der Barone mit, zumal er einige von ihren Zielen begrüßen musste. Zusammen mit seinem Bruder Peter gehörte er dem neuen fünfzehnköpfigen königlichen Rat an, der den König beraten, aber auch überwachen sollte.:271 Er war sogar nominell dessen Vorsitzender, während sein Rivale Bischof Aymer de Lusignan und die anderen Lusignans gezwungen wurden, England zu verlassen. Nach den Provisions of Oxford wurde auch eine Kirchenreform angestrebt, und Bonifatius drohte während einer feierlichen Zeremonie den Gegnern der Provisions mit der Exkommunikation.

### Wandel zum Gegner der Adelsopposition
Bonifatius wurde von der neuen Regierung der Barone jedoch zunehmend desillusioniert, als diese trotz seiner Proteste die Burgen von Canterbury und Rochester unter ihre Kontrolle brachten, deren Kommandanten traditionell von den Erzbischöfen ernannt werden durften. Dazu brach die Regierung die Vorbereitungen für den Feldzug nach Sizilien abb und schloss seinen Bruder Peter als unerwünschten Ausländer aus dem Staatsrat aus. Auch wurde kein Versuch unternommen, die Kirche zu reformieren. Im März 1260 wehrte sich Bonifatius gegen einen Versuch von Simon de Montfort, der zum Führer der Barone geworden war, ein Parlament gegen den Wunsch des Königs einzuberufen. Später half er Richard von Cornwall, dem Bruder des Königs, der mit Bonifatius’ Nichte Sancha verheiratet war, um Heinrich mit dessen Sohn Eduard auszusöhnen. Im Frühjahr 1261 erließ Papst Alexander eine Bulle, die den König von seinem Eid auf die Provisions entband. Bonifatius gehörte zu denjenigen, die vom Papst befugt waren, andere Prälaten und Magnaten von ihren Eiden auf die Provisions zu entbinden.:310 Im August drohte Bonifatius dem Justiciar Hugh Bigod mit Billigung des Papstes mit der Exkommunikation, falls er sich weiter weigerte, Rochester und Canterbury Castle sowie weitere Burgen zurückzugeben.
Nach einer Bitte des Papstes um finanzielle Unterstützung für den Kampf des ungarischen Königs Béla IV. gegen die Mongolen berief Bonifatius ein Konzil für den 8. Mai 1261 nach Lambeth ein. Während des Konzils beklagte er, dass weder der König noch die Barone an Verbesserungen der Situation der Kirche interessiert seien. Obwohl der verärgerte Heinrich eine von Peter von Savoyen und Lord Eduard geführte Abordnung zu der Versammlung schickte, die diesen Vorwürfen widersprachen, verabschiedete der Klerus am 13. Mai 1261 die Constitutions of Lambeth. Darin bekräftigten sie die Reformen, die sie 1258 beschlossen hatten, und baten den Papst um deren Bestätigung. Der König sandte daraufhin Anwälte nach Rom, die vom Papst die Rücknahme der Constitutions verlangten, da sie zum Nachteil der Rechte des Königs und seiner Würde seien. Im Januar 1262 schickte der König weitere Anwälte, die sich beim Papst über den Erzbischof und seine Suffraganbischöfe beschwerten. Am 25. Februar 1262 bestätigte der neue Papst Urban IV. die Anordnung seines Vorgängers und befahl Bonifatius, den König von seinen Eiden zu entbinden. Weiter erklärte er alle Zusagen der Prälaten und Magnaten, die der Würde der Krone widersprächen und zum Nachteil des Reiches seien, für nichtig.

### Exil während des Bürgerkriegs
Nachdem Bonifatius am 8. Oktober 1262 England verlassen hatte, um vermutlich vom Papst die Bestätigung der Constitutions of Lambeth zu erhalten und um seine Familie in Savoyen zu unterstützen, fand er sich zunehmend isoliert und machtlos. Seine Tendenz, seine geistliche Macht zur Durchsetzung seiner weltlichen Ziele zu missbrauchen, hatte in Rom zunehmend zur Beunruhigung geführt. Während Papst Innozenz Bonifatius noch unterstützt hatte, lehnte Papst Alexander IV. Entscheidungen von Bonifatius, wie die, 1256 Adam Marsh anstelle von Hugh of Balsham zum Bischof von Ely zu machen, ab.:309 Auch die Eingriffe des Erzbischofs in die geistliche Gerichtsbarkeit bereiteten dem Papst Sorge. Angesichts des drohenden Bürgerkriegs konnte der Papst Bonifatius nicht erlauben, weiter auf seinen kirchlichen Reformplänen zu beharren. Aus Rücksicht auf König Heinrich verweigerte Urban IV. im Januar 1263 erneut die Anerkennung der Constitutions, auch wenn er zugab, dass er in diesen keine Fehler fand. Er ernannte Guy Foulquois, den Kardinalbischof von Sabina, zum päpstlichen Legaten für England und entzog Bonifatius so einen Großteil seiner Macht. Der nun offene Krieg der Barone gegen den König in England, vor allem die Plünderung der erzbischöflichen Güter in Kent durch Anhänger des Königs, machte eine sichere Rückkehr für Bonifatius unmöglich und untergrub weiter seinen Einfluss. Der Papst erlaubte ihm, sein Amt aus dem französischen Exil aus auszuüben, und beauftragte ihn, Simon de Montfort und zwei seiner Söhne wegen der Angriffe auf den Bischof von Hereford zu exkommunizieren. Montfort und die Rebellen versuchten daraufhin mit allen Mitteln, päpstliche Botschafter von England fernzuhalten.:315 Ohne die Führung durch den im Exil befindlichen Erzbischof unterstützten zahlreiche Prälaten Bischof Walter de Cantilupe und andere Bischöfe, die die Adelsopposition unter Simon de Montfort unterstützten. Durch die mangelnde Kommunikation gelang es dem Mönch Adam of Chillenden aus Canterbury, Prior des Kathedralkonvents zu werden. Nach der Niederlage des Königs in der Schlacht von Lewes im Mai 1264 wies Bonifatius die Forderung der Barone zurück, entweder nach England zurückzukehren oder seine Macht abzugeben. Er zog sich stattdessen in seine Heimat Savoyen zurück. Angesichts der Niederlage des Königs hatte er nun wieder dessen Unterstützung und verweigerte die Weihe von Walter Giffard zum Bischof von Bath und Wells, solange dieser nicht zu ihm nach Savoyen reisen würde. Angesichts der ungewissen Zukunft und vielleicht bereits krank und bettlägerig, machte Bonifatius am 11. Oktober 1264 in Tournon sein Testament. Angesichts seiner zahlreichen Reisen ist es nicht verwunderlich, dass er darin Geld für den Bau einer Brücke über die Rhône zwischen Savoyen und Frankreich stiftete.

### Weitgehende Entmachtung, erneutes Exil und Tod
Erst am 29. Mai 1266, fast zehn Monate nach der entscheidenden Niederlage Montforts bei Evesham, kehrte Bonifatius nach England zurück und konnte seinen Schatz zurückerhalten, der Silber und Schmuck im Wert von 6000 Mark umfasste und von seinen Beamten während des Bürgerkriegs für ihn gesichert worden war. Bis dahin hatte schon der am 4. Mai 1265 ernannte neue päpstliche Legat Ottobono Fieschi die Führung der kirchlichen Angelegenheiten übernommen und Maßnahmen gegen die Anhänger Montforts unter den Bischöfen unternommen, so dass Bonifatius weiter nur eine geringe Rolle spielte.:384 Obwohl er gute Kontakte zu Kardinaldiakon Ottobono hatte, da dessen Schwester Beatrice dei Fieschi mit Bonifatius’ Bruder Thomas verheiratet war, blieb Bonifatius im Schatten von Ottobono, bis dieser im Juli 1268 England verließ. Erst dann konnte Bonifatius wieder frei handeln und löste einen Streit wegen der Sedisvakanz mit dem Kathedralkapitel von Worcester. Bonifatius war wegen seiner geplünderten und verwüsteten Besitzungen entmutigt, aber er zeigte sich entschlossen, allen Bedrohungen seiner Rechte und Privilegien zu entgegen. Dies hatte er bereits im April 1266 gezeigt, als er zum Erstaunen des Königs einer Vergabe einer Pfründe in Herefordshire widersprach.

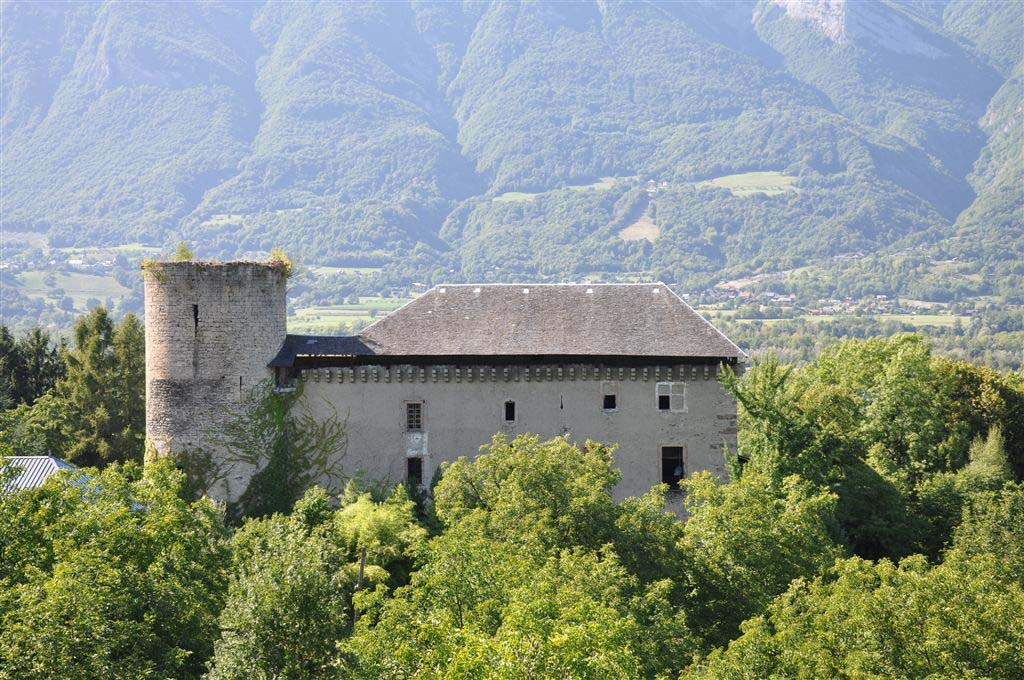
Die Burg von Sainte-Hélène, in der Bonifatius 1270 starb

Obwohl Bonifatius vermutlich am von Ottobono einberufenen Konzil in St Paul’s in London im April 1268 teilnahm, gibt es keinen Nachweis, dass er bei den Diskussionen und bedeutenden Beschlüssen zur Reform der Kirche noch eine Rolle spielte. Im Oktober 1269 war er zu krank, um an der Überführung der Reliquien von Eduard dem Bekenner in die neze Westminster Abbey teilzunehmen. Während der Abwesenheit von Bonifatius griff Walter Giffard, der seit 1267 Erzbischof von York war, den alten Streit über den Vorrang zwischen den Erzbischöfen von York und Canterbury wieder auf. Er ließ während des Hochfests sein Kreuz vor dem des Erzbischofs von Canterbury tragen, worauf Bonifatius das Interdikt über London verhängte.:385 Er bat den König um Erlaubnis, um in seine Heimat zurückzukehren, und verließ am 14. November 1269 England. Er hatte genaue Vorgaben gemacht, wo er begraben werden wollte, falls er auf der Reise sterben würde. Vor Weihnachten 1269 erreichte er Savoyen. Er hatte verfügte, in San Michele della Chiuasa beigesetzt zu werden, falls er in Piemont sterben sollte, doch er blieb bis zu seinem Tod im Juli 1270 in der Burg von Sainte Helene-des-Millieres. Da er in Savoyen und nicht in Piemont gestorben war, wurde er seinem Wunsch gemäß neben seinen Brüdern Wilhelm, Amadeus und Peter in Hautecombe beigesetzt. In Maidstone hatte er ein Hospital gestiftet, das er reich mit Schenkungen bedacht hatte. Schon zu Lebzeiten hatte er großzügig Almosen gegeben und andere Hospitäler in England und Savoyen mit Schenkungen bedacht.:390 In seinem Testament vermachte er von seinem Besitz 1000 Mark für die Armen auf seinen Gütern sowie 20 Mark für arme Studenten in Oxford. Seine Güter in Rossillon, Tournon, Ugine und Châtelard-en Bauges fielen an seinen Bruder Philipp als Graf von Savoyen.:404

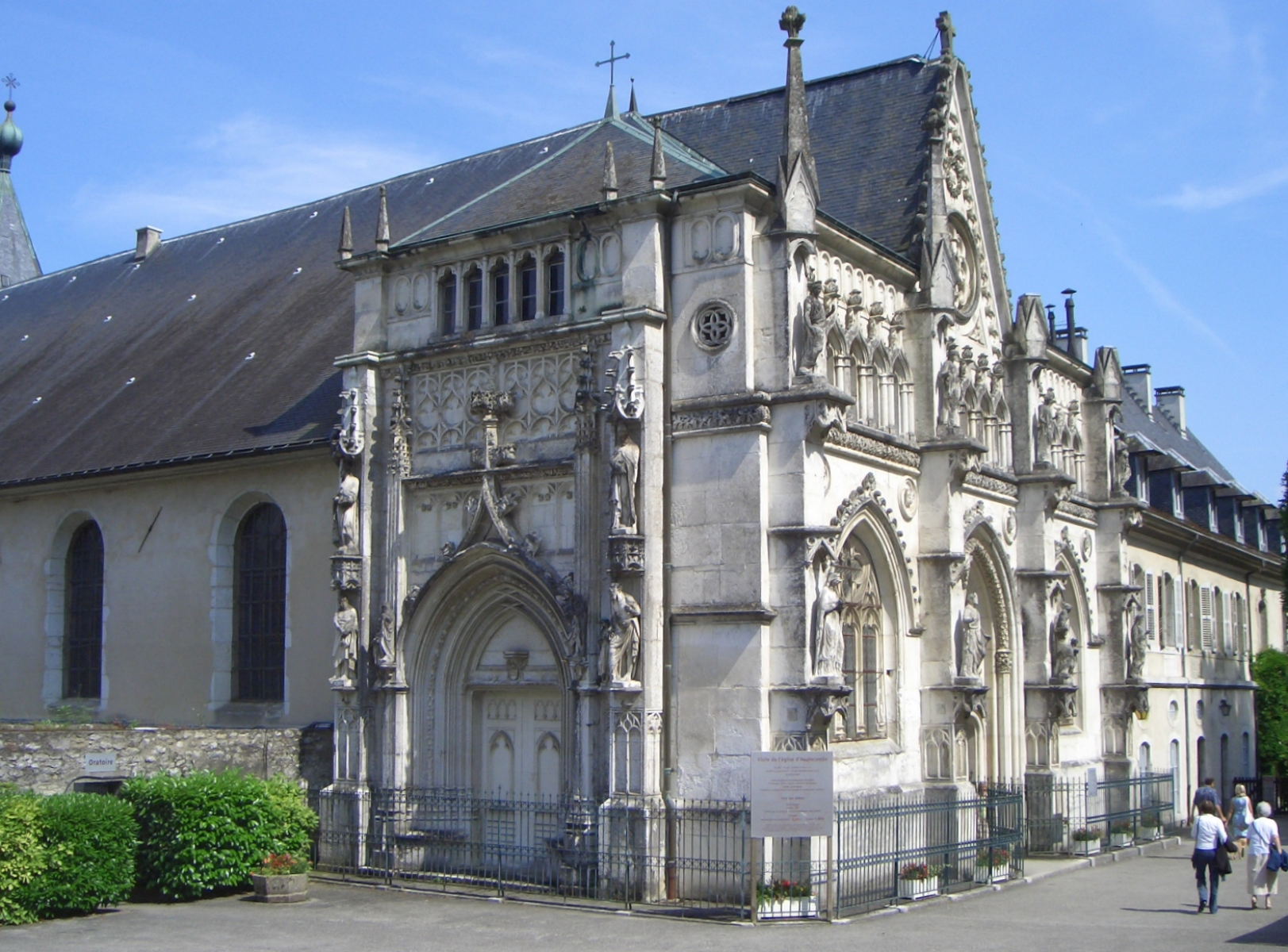
Die Abteikirche von Hautecombe in Savoyen, in der Bonifatius begraben wurde

## Nachwirkung
Während Bonifatius in England, vor allem wegen seiner negativen Darstellung durch den Chronisten Matthew Paris, lange als gewalttätiger, gieriger und seine Aufgaben vernachlässigender Erzbischof galt, der dazu aus dem Ausland stammte, genoss er in Italien, insbesondere in Savoyen, hohes Ansehen. Er hatte nie die Bindung an seine Heimat verloren und verbrachte fast die Hälfte seiner 29-jährigen Amtszeit als Erzbischof außerhalb von England. Ende des 14. Jahrhunderts war sein Grab zum Pilgerziel geworden, und es wurde behauptet, dass Bonifatius in England Wunder wirke. 1440 wurde ein prächtiges Grabdenkmal aus Bronze angefertigt, was die Verehrung von Bonifatius förderte. Bei einer Öffnung des Grabes 1580 wurde sein Körper angeblich fast unverwest vorgefunden, was als Zeichen seiner Heiligkeit gedeutet wurde.:391 Während der Französischen Revolution wurde das Grabdenkmal eingeschmolzen, doch seine Überreste wurden unter den Hochaltar der Kirche umgebettet. 1839 wurde er auf Betreiben von König Karl Albert von Sardinien-Piemont von Papst Gregor XVI. seliggesprochen,:392 und in der Kirche wurde ein neues, steinernes Grabdenkmal für ihn aufgestellt.

## Bewertung
Als junger Mann hatte Bonifatius im Westalpenraum gelernt, sich als Kleriker gegenüber benachbarten Baronen zu behaupten. Für seine Rolle als geistliches Oberhaupt der Kirche von England war er völlig unvorbereitet gewesen.:456 Er war kein herausragender Theologe und auch kein Heiliger, aber er wurde einer der fähigsten Verwalter des Erzbistums Canterbury während des Mittelalters. Dazu erwies er sich als fähiger Lenker der englischen Kirche.:388 In England wandelte er sich von einem arroganten Kleriker zum reformorientierten Prälaten, der sein Temperament zügelte und seine Irrtümer erkannt hatte.:453 Dennoch war er in England nie beliebt.:385 Er hatte ein ernsthaftes Intesse an kirchlichen Reformen und versuchte, die geistliche Disziplin in seiner Kirchenprovinz zu verbessern. Allerdings befand er sich in einem immerwährenden Konflikt zwischen seiner Familie, dem König und den Interessen der Kirche, den er nicht lösen konnte. Während zahlreicher kritischer Momente in seiner Amtszeit war er, teils wegen Familienangelegenheiten, im Ausland. Der Zweite Krieg der Barone zerstörte die Einigkeit der kirchlichen Reformer und schwächte seine Autorität als Erzbischof und Primas. Seine hartnäckige Verteidigung des Kirchenrechts machte ihn jedoch zum Bewahrer der kirchlichen Freiheit. Er setzte das Recht der Visitationen gegenüber den ihm unterstellten Bischöfen durch und seine Vereinbarung mit dem Kathedralkapitel löste einen lange währenden Konflikt. Die Constitutions of Lambeth, mit denen seine Reformbemühungen scheiterten, hatten dennoch bis ins 17. Jahrhundert Einfluss auf das Kirchenrecht in England. Damit stehen seinen Fehlern auch bleibende Erfolge gegenüber, so dass sein Bild heute auch in England differenzierter gesehen wird.